# کنث مک‌آلپاین
کنث مک‌آلپاین (به انگلیسی: Kenneth McAlpine) (زادهٔ ۲۱ سپتامبر ۱۹۲۰ در کابم، ساری) رانندهٔ سابق مسابقات اتومبیل‌رانی فرمول یک اهل انگلستان است. او از ۱۹ ژوئیه ۱۹۵۲ در ۷ گراند پری مسابقات جهانی فرمول یک شرکت کرده‌است، اما هیچ امتیازی کسب نکرده‌است. در طول زمان توسعهٔ تیم مسابقهٔ کاناوت، مک‌آلپاین به یکی حامی مالی برجسته تبدیل شد و شاهد کسب چندین جایزه توسط تیم، بویژه پیروزی به‌یادماندنی تونی بروکز در سال ۱۹۵۵ در سیراکوز، ایتالیا بود. این تیم سرانجام در سال ۱۹۵۸ فروپاشید و خودروهای تیم فروخته شدند. یک یا چند دستگاه از این خودروها به برنی اکلستون جوان فروخته‌شدند.